# Волонтерство в Херсонській області
Волонтерство в Херсонській області набуло поширення у 2014 році.
Сплеск волонтерства був спричинений подіями Євромайдану та війною на сході України, а у 2022 році, з початком повномасштабного вторгнення, відбулася його активізація. Однак, волонтери довгий час не афішували свою діяльність із міркувань особистої безпеки волонтерів.
У Херсонській області низка різних волонтерських організацій та фондів. Окрім них, до допомоги долучаються окремі активісти-волонтери. Точна кількість постійно змінюється, а частина волонтерів не афішують свою діяльність. У місті та області є ради волонтерів та інші дорадчо-консультативні об'єднання, часто вони лише формальні та не виконують свою основну функцію — координацію різних зацікавлених сторін для ефективної роботи.
Волонтерський рух після визволення Херсона став більш масштабним. Крім великих волонтерських організацій, які мають міжнародні зв'язки та возять гуманітарну допомогу, багато херсонців досі тримають «волонтерську хвилю». Люди діляться продуктами, годують тварин, допомагають військовим.

## Організації та ініціативи
- БО "Фонд громади міста Херсон «Захист»[6][7][8][9][10]

Фонд заснований 13 березня 2003 року групою активістів неурядових організацій та представників місцевого бізнесу. Керівниця — Лариса Польська, голова правління. З початком повномасштабного вторгнення було запроваджено гуманітарну програму «Рятуємо разом! Херсон», яка має декілька напрямків: медицина, освіта, діти. Вже з кінця лютого та протягом березня 2022 року, під час тимчасової окупації, команді організації вдалося допомогти медикаментами й витратними матеріалами шести лікарням, розташованим на території окупованого Херсона та Миколаєва. Після звільнення Херсона продовжилась підтримка лікарень міста медичною апаратурою, ліками, будівельними матеріалами. За програмою «Рятуймо разом Херсон. Освіта» у 2022—2023 роках фонд надав допомогу мультимедійною технікою та приладами обігріву 19-ти школам Херсона для організації роботи пунктів незламності в освітніх закладах. Після підриву дамби Каховської ГЕС волонтери спрямували роботу на допомогу постраждалим людям та аварійно-рятувальним службам (допомогли херсонцям засобами прибирання, побутовою хімією та засобами гігієни, міні мийками «Керхер»; рятувальним структурам — обладнанням та засобами порятунку людей). Переможець конкурсу «Благодійна херсонщина»—2013 Національного конкурсу «Благодійна Україна» (номінація: «Благодійник — регіональний благодійний фонд»). У Національному рейтингу «Компас благодійності України — 2022» отримав найвищу оцінку — 5 зірок. У 2022 році голова правління Фонду Лариса Польська нагороджена державним орденом княгині Ольги І ступеня, ставши повним кавалером цього ордена, а у 2024 році була нагороджена відзнакою Президента України «За оборону України».
- ГО «Волонтерський батальйон „Херсонська чайка“[11][12][13]

Заснована у 2014 році Ігорем Осауленком. Основний напрям діяльності — допомога військовим АТО (плетіння маскувальних сіток, кікімор та інших маскувальних костюмів, а також одяг, взуття та фіточаї власного виробництва).
- Волонтерський рух „Котики-патріотики“[14][15][16][17]

Лідерка ініціативи — Ірина Саліхова. З перших днів повномасштабного вторгнення допомагають медзакладам та хворим. Збирали кошти, доставляли медикаменти і засоби гігієни. Основний напрям — це допомога людям із хронічними захворюваннями (закуповували інсулін, гормональні та онкопрепарати). Кілька разів вантажі з ліками не добиралися до Херсона, бо російські військові їх грабували. Загалом росіяни вкрали препаратів десь на 11 тис. доларів. Однак, волонтерам вдалося залучити більше 12,5 млн грн на підтримку жителів Херсонщини, з них близько 4,5-5 млн грн було зібрано краудфандингом. 30 грудня 2022 року Президент України вручив відзнаку „Золоте серце“.
- Веловолонтери[18][19][20][21]

З початком повномасштабного вторгнення активісти громадської „Велогрупи Херсон“ у співпраці з різними волонтерськими організаціями почали доставляти гуманітарну допомогу, а потім об'єдналися із міською організацією товариства Червоного Хреста. Лідером серед веловолонтерів став Іван Алєксєєв, як його називають друзі, Yan. Команда веловолонтерів відвозили продукти харчування, медикаменти та засоби гігієни до віддалених районів міста та інших населених пунктів області. Під час окупації навчилися надавати першу домедичну допомогу. Завдяки коштам, які зібрали через соцмережі на сторінках Федерації велосипедного спорту області та „Велокур'єр Херсон“, вдалося укомплектувати аптечки — тому стали як своєрідна „двоколісна швидка допомога“.
- Херсонський фонд „Union of Help to Kherson“ (Союз Допомоги Херсону)[22]

Засновники — брат та сестра Михайло та Катерина Жужа з Нової Каховки. Фонд розпочав свою роботу з 1 березня 2022 року. Залучили небайдужих людей з усього світу, які поширювали інформацію про Херсонську область, допомагали знайти донорів та зацікавлені організації. Фонд працює з більш ніж вісьмома організаціями та фундаціями за кордоном (переважно США та Європа). Велика частина діяльності фонду — це фінансова підтримка локальних волонтерських організацій та ініціатив, таких як „Котики-Патріотики“, ГО „Доброштаб Херсон“ та інших.
- Міжнародний благодійний фонду „Патріот ЮА“ (Херсонська філія)[23][24][25]

На Херсонщині розпочав свою діяльність у 2024 році. Голова херсонської філії — Максим Ревега. Основний напрям роботи — це допомога громадам. Завдяки співпраці з міжнародними фондами з Польщі, Чехії та Іспанії є можливість надавати гуманітарну допомогу, облаштовувати пункти незламності, допомагати військовим та ін.
- ГО «Сильні, бо вільні»[26][27][28][29][30][31][32][33]

Організація розпочала свою діяльність із початком повномасштабного вторгнення. Керівником-волонтером є Ігор Чорний. Допомагати людям розпочали ще під час тимчасової окупації Херсона. Організація зародилася з об'єднання небайдужих містян. Під час окупації волонтери привозили гуманітарну допомогу. Після деокупації мають декілька напрямків роботи: евакуація (переважно це населення з так званої «червоної зони», яку щільно обстрілюють військові РФ з окупованого Лівобережжя), соціальне таксі (перевезення маломобільних херсонців у межах регіону), часткове відновлення пошкоджених ворожими обстрілами будинків та робота з дітьми у безпечному дитячому просторі. З моменту деокупації Херсона представники організації евакуювали майже дві тисяч людей із Херсонського та Бериславського районів. Особливу увагу організація приділяє людям із інвалідністю, особливо лежачим хворим. Також волонтери допомагають евакуйовувати тварин.
- ГО «Доброштаб Херсон»[34]

Засновницею є Юлія Кісельова, яка у власній кав'ярні відкрила волонтерський штаб. Допомогу надають пенсіонерам та самотнім матерям. Роздають продуктові та гігієнічні набори, а також ліки першої необхідності — жарознижувальні та знеболювальні.
- ГО «Місто сили»[34][35][36]

Була заснована у квітні 2021 року з метою підтримки та мотивації молоді Херсонщини. Голова організації — Євген Гілін. З перших днів окупації Херсонщини почали займатися евакуацією місцевих жителів на підконтрольну територію Україні, а поверталися в Херсон з гуманітарною допомогою та ліками. За 2022 рік — з березня по серпень, вивезли з окупації понад 10 тисяч людей та завезли десятки тисяч тонн гуманітарної допомоги, зокрема, дуже потрібних ліків. Після підриву росіянами Каховської ГЕС — допомагали постраждалим. Основні напрями діяльності організації: сектор екстреної допомоги (швидкий ремонт житла, постраждалого від обстрілів, і підтримка жінок і дітей на майданчику «Центру матері й дитини», який був заснований разом із громадською організацією «Тарілка Херсона» і американською організацією Lifting Hands International) та правозахисний сектор (відновлення втрачених документів, реєстрація збитків — завданих майну або завданих втратою близької людини).
- Волонтерська мережа «Сталеві Мурахи Херсон»[37]

Засновниця та керівниця — Наталя Гавриленко. Організація займається плетінням маскувальних сіток та кікімор, шиють білизну, подушки, збирають аптечки, передають генератори та спальники для військових, а також допомагають місцевим жителям.
- Благодійний фонд «Справжні»[38][39]

Ініціатива Олега Дегусарова та його близького оточення переросла в організацію «Справжні». В команді працює більше 40 людей. Коли росіяни підірвали Каховську ГЕС у червні 2023 року, Дегусаров одним із перших волонтерів у Херсоні почав займатися евакуацією людей та тварин. Спочатку невеликими силами — на батьковому човні зі своїми друзями, а потім до них на підмогу приїжджали сотні волонтерів з інших країн та міст. Одними з перших волонтери їдуть, щоб розібрати завали після руйнування, зашити вікна, двері, допомогти з початковим ремонтом. Фонду допомагають кілька міжнародних організацій, дружні волонтерські рухи, блогери. Окремий напрямок — підтримка військових на Херсонщині. Човни, мотори, гідрокостюми, автівки, зарядні станції, турнікети. За словами Олега, для різних підрозділів Збройних сил України вони зібрали обладнання вже на 5 млн гривень і продовжують це робити.
- Благодійний фонд «Крила Фундейшен»[40][41]

Керівник фонду Андрій Книга заснував організацію разом із сестрою Олександрою та друзями після звільнення Херсона. Допомагають жителям тимчасово окупованих Олешок продуктовими та гігієнічними наборами, а також ліками. Після підриву російськими військовими Каховської ГЕС — координували роботу волонтерів на тимчасово окупованій території, займались евакуацією та розселенням жителів Олешок, допомагали продуктами, медикаментами, кормом для тварин.

## Волонтери

### Окремі волонтери
- Олег Акімченков — волонтер ГО «Регіональний центр сталого розвитку» та Червоного Хреста. Був керівником колони, яка їздила в Запоріжжя за гуманітарною допомогою. У 2022 році провів 70 діб у російській катівні. У 2023 році був нагороджений відзнакою Президента України «Золоте серце»[42][43].
- Роман Баклажов — волонтер, який допомагав місцевим жителям, привозив гуманітарну допомогу. Свою діяльність розпочав ще у 2014 році, тоді допомагав пенсіонерам та розвозив речі за адресами. Однак, активно волонтерити почав із перших днів повномасштабного вторгнення: допоміг облаштувати пункти харчування для нужденних та пенсіонерів. Потім почав привозити гуманітарну допомогу (продукти, памперси, дитяче харчуванням, ліки). Під час окупації Херсона він провів 54 дні в російській катівні, пережив катування та став свідком багатьох злочинів. Після виїзду на підконтрольну територію, продовжив займатись волонтерством. Також приділяє увагу допомозі цивільним полоненим — таким, як і він сам. Створив благодійний фонд «Ми майбутнє України», щоб надавати допомогу колишнім цивільним в'язням[44][45][46][47][48].
- Олексій та Павло Білецькі — брати-волонтери, які разом із командою з початку повномасштабного вторгнення допомагали цивільним, зокрема, продукти харчування, ліки, пальне. Поки місто було під окупацією — вони не могли допомагати відкрито ЗСУ та армії. Після того, як виїхали, то зосередили свою увагу на військовому волонтерстві. Вони організовують збори, допомагають медикаментами, формою та іншою амуніцією[49][50].
- Надія Знахаренко — херсонці називають «трояндовою» волонтеркою. За квітами на міських клумбах почала доглядати навесні 2022 року, коли Херсон був в окупації. У свої 88 років вона власноруч підрізає кущі троянд, аби продовжити їх цвітіння і дати можливість з'явитися новим пагонам. Навесні 2024 року почала доглядати за трояндами на площі Свободи. Доглядає за трояндами на чотирьох локаціях у Херсоні[51][52][53][54].
- Костянтин Кльова — волонтер з 12 років. До початку повномасштабного вторгнення долучився до громадської організації «Екомолодь Херсонщини», більш відомої, як Zero Waste School. Разом із однодумцями реалізовував проєкт «Херсонщина без сміття». У 2022 році хлопцеві було 14 і він приєднався до волонтерського руху, допомагав людям та тваринам. У 17 років став керівником громадської організації та головою Молодіжної ради Херсонської міської територіальної громади[55].
- Володимир Косюк та Ірина Мезенцева — волонтери, які згуртували навколо себе людей та з початком повномасштабного вторгнення почали допомагати громадам, які знаходились на лінії фронту. З перших днів тимчасової окупації Херсона почали збирати і розвозити гуманітарну допомогу для мешканців прифронтових сіл Станіслав, Олександрівка, Софіївка, Правдине, Білозерка та інших. У напрямку цих населених пунктів було багато блокпостів і дорога була складною. За перші півтора місяця допомоги до сіл на лінії фронту доправили 15 тонн продуктів, дитячого харчування, засобів гігієни, ліків[56][57][58][59][60].
- Катерина Литвинова — зооволонтерка, яка опікується безпритульними тваринами з різних мікрорайонів Херсона. Щодня привозить їм корм та воду, а також займається їх стерилізацією та лікуванням. Через соцмережі шукає покинутим тваринам власників. Під час підтоплення міста після підриву російськими військовими Каховської ГЕС — жінка рятувала тварин. Тоді у під'їзді свого будинку вона прихистила 14 котів і три собаки. У травні 2024 року під її опікою було більше 30 котів і собак, а також семеро власних[61].
- Луік Нерві — пекар із Франції, який з початку повномасштабного вторгнення допомагає Україні як волонтер. У мобільній пекарні пече хліб та булочки, які безкоштовно роздає жителям Херсона, передмістя та розвозить по прифронтових громадах[62].
- Андрій Пєтухов — волонтер, який допомагає жителям Херсонщини та їхнім домашнім тваринам виїжджати з «червоної зони», яка постійно перебуває під обстрілами військових РФ. Після підриву Каховської ГЕС і затоплення прибережних населених пунктів займався евакуацією людей із небезпечних районів. Зокрема, з окупованих Олешок. 4 квітня 2025 року Андрій оприлюднив відео про обстріл його евакуаційної автівки, якою він вивозив із небезпечної зони людей та тварин. Всіх урятувало лише те, що автомобіль був броньований. У волонтера діагностували мінно-вибухову травму та контузію, але після отримання медичної допомоги продовжує й далі волонтерити[63][64][65][66].
- Піка Чуджо Хідето (відомий як Пікачу) — японський бізнесмен, який після 24 лютого 2022 року став волонтером в Україні. Після руйнування греблі Каховської ГЕС брав участь у рятувальних роботах, забезпечував допомогу населеню[67].
- Володимир та Світлана Старченкови — зооволонтери, які заснували у перші тижні повномасштабного вторгнення притулок «Мішаня». Подружжя опікувалося тваринами в Херсоні і раніше, але у лютому 2022 року допомога посилилась. Брали на лікування та догляд постраждалих собак, рятували не тільки безпритульних тварин, а і тих, кого покинули господарі під час евакуації. Також у притулку знайшли прихисток і ті тварини, в яких загинули господарі. Після підриву Каховської ГЕС притулок прийняв понад 100 тварин, а кількість врятованих подружжям чотирилапих більша у кілька разів[68][69][70].
- Галина Іванівна Уманець — волонтерка та громадська діячка, яка з перших днів Революція гідності організувала та координувала діяльність волонтерів, здійснила величезну кількість поїздок до зон окупації, зокрема на передові лінії бойових дій із метою доставки волонтерської та медичної допомоги. З 2014 року координаторка Херсонського Центру допомоги ЗСУ (Facebook: Армія SOS Херсон, Херсонський Центр допомоги військовим). З 2015 року — додатково ще координатор Центру допомоги АТО та їх сім'ям при ХОДА. За час своєї діяльності нагороджена великою кількістю нагород та звань, зокрема: Відзнака Президента України «За гуманітарну участь в антитерористичній операції», громадсько-рейтингова премія «Жінка року», Переможець регіонального конкурсу «Благодійна Херсонщина-2017» у номінації «Благодійність у соціальній сфері» та інші. У 2018 році присвоєно звання «Почесний громадянин міста Херсона»[71][72][73][74][75][76].
- Ігор Цуркан — волонтер, який організовував перевезення маломобільних людей, а також возив гуманітарну допомогу в окуповані села. З початком повномасштабного вторгнення долучився до волонтерського руху, відкрив гуманітарний штаб, двічі на тиждень доставляв продукти, засоби гігієни, хліб у населені пункти, які знаходились на лінії фронту. В жовтні 2024 року отримав медаль «Хрест Свободи» за вагомий внесок у підтримку українських військових та їхню героїчну допомогу під час окупації. Реалізував проєкт «Соціальна пральня» у Херсоні. Один із організаторів освітньо-тренінгового центру «Своє», головним напрямком якого є психо-соціальна підтримка[77][78][79][80].
- Наталія Шатілова-Погасій — волонтерка Херсонської обласної організації Товариства Червоного Хреста в Україні. Голова ГО «Громада UA». З початку повномасштабного вторгнення разом із командою допомагала лікарням, збирала та розвозила медикаменти і одяг для поранених хлопців із Антонівського мосту. Разом із колегами-волонтерами також допомагала маломобільним людям, багатодітним родинам, родинам із маленькими дітками (засоби гігієни, памперси, дитяче харчування, продукти). Одна із організаторів освітньо-тренінгового центру «Своє», головним напрямком якого є психо-соціальна підтримка. Першими заходами були тренінги з домедичної допомоги та мінної безпеки. У просторі центру проходять зустрічі з психологом, творчі майстеркласи, заняття пілатесом, також працюють із дітьми, які мають ментальні порушення. Разом із фахівцями Центру зайнятості проводяться консультації із працевлаштування та професійної перепідготовки[81][82][83][84][85].
- Григорій Миколайович Янченко — військовий волонтер, переможець конкурсу «Благодійна херсонщина»—2014 та Національного конкурсу «Благодійна Україна»—2014 (номінація: «Благодійник — фізична особа»), серпень 2015 — почесний громадянин Херсона. Лицар ордену «Народний Герой України».

### Зниклі та полонені волонтери
- Маріано Гарсія Калатаюд (у Херсоні його знають як Маріо) — волонтер та благодійник, громадянин Іспанії. У 2014 році переїхав до України, щоб вести волонтерську діяльність. Збирав гуманітарну допомогу з різних країн та особисто привозив її до Мар'їнки та Красногорівки. Насамперед опікувався дитячими будинками (займався постачанням обігрівачів, шкільного приладдя та продуктів) та малозабезпеченими верствами населення. У Херсоні допомагав, зокрема дітям, які залишились без батьківської опіки. На момент повномасштабного вторгнення проживав у Херсоні. Зник 19 березня 2022 року після одного з проукраїнських мітингів у Херсоні. Пізніше правозахисна організація КримSOS повідомила, що його перевезли до Сімферопольського СІЗО № 1, де півтора року незаконно утримували у в'язниці, не висуваючи звинувачень, а потім звинуватили у «причетності до вчинення дій, спрямованих на заподіяння шкоди безпеці РФ»[86][87][88].

- Микола Петровський — волонтер із інвалідністю, який від початку окупації Херсона розвозив продукти малозабезпеченим та допомагав евакуюватись. 27 березня 2022 року російські військові затримали його. Наступного дня під конвоєм привезли додому, влаштували обшук. 1 квітня 2022 року в останній раз дозволили подзвонити батькам. Після цього зв'язок був втрачений. Родина пів року не мала жодної інформації про місцеперебування Миколи. Лише 29 вересня вони дізналися, що він перебуває у СІЗО Сімферополя, йому інкримінували шпигунство. 13 лютого 2024 року незаконний «Верховний суд» у тимчасово окупованому Криму виніс вирок — 16 років колонії суворого режиму. Увесь цей час чоловік не отримував жодної медичної допомоги[89][90][91][92].

- Ірина Горобцова — активістка та волонтерка, яка понад два роки у російському полоні. Після повномасштабного вторгнення працювала тестувальницею в ІТ-компанії та займалася волонтерством. В окупованому Херсоні вона допомагала місцевим лікарям, шукала й доставляла медикаменти та їжу, зокрема тяжкохворим людям у віддалених районах. Також брала участь у мирних протестах проти окупації, публікуючи фото у соцмережах, що й стало приводом для переслідувань. 13 травня 2022 року, у її день народження, була затримана у квартирі її батьків. Після обшуку та вилучення техніки окупанти забрали Ірину на «допит». Її перевезли до Криму, де тривалий час тримали в ізоляції без зв'язку із зовнішнім світом. Три місяці рідні не мали жодної звістки про неї. У липні 2022 року отримали відповідь від ФСБ, що жінку утримують у Сімферополі. Представники російської влади не допустили до неї представників Червоного хреста, які приїхали з Польщі на прохання старшої сестри Горобцової. У серпні 2023 року російська прокуратура оголосила про засудження Ірини до 10 років і 6 місяців колонії за звинуваченнями у шпигунстві. У лютому 2025 року волонтерка написала листа до Координаційного штабу, СБУ, Офісу президента, Національного інформаційного бюро та Офісу омбудсмана. У ньому жінка просила повернути з російських в'язниць всіх українок, яких незаконно затримали на окупованих територіях[93][94][95][96][97][98].

### Загиблі волонтери
- Валентина Крицак (24.09.1971 — 26.07.2016) — волонтерка-активістка, переможниця конкурсу «Благодійна херсонщина»—2015 та Національного конкурсу «Благодійна Україна»—2015 (номінація: «Благодійник — фізична особа»). Волонтерська діяльність розпочалася з подій Євромайдану. Разом із друзями-волонтерами на площі Свободи — поблизу кінотеатру «Україна» — збирала кошти для учасників акцій протесту, а з весни 2014 року — бійцям, які боронили Україну на Сході та поблизу Криму[99].
- Ірина Шевченко (1.11.1970-1.07.2019) — волонтерка-активістка, учасниця херсонського Євромайдану. З окупацією Криму стала допомагала переселенцям та військовим. У 2015 році пішла служити до ЗСУ. У складі 36-ї бригади пройшла гарячі точки АТО — Широкино та Мар'їнку. Нагороджена орденом «За мужність» та медаллю «За участь у бою».
- Антон Кушнір (47 років) — волонтер, який евакуйовував цивільних із тимчасово окупованої території до Миколаєва. Йому вдалося вивезти більш як 100 людей. У Херсон повертався з гуманітарним вантажем, привозив продукти харчування та медикаменти (в тому числі, інсулін, якого в місті вже не було). 16 травня 2022 року, під час евакуації із тимчасово окупованої території (власною машиною віз у напрямку Миколаєва двох жінок із дітьми), був убитий російським снайпером[100][101][102].
- Вікторія Яришко (39 років) — волонтерка загону швидкого реагування Червоного Хреста у Херсоні. Під час окупації допомагала батькам із маленькими дітьми. Також проводила творчі майстер-класи для дітей із аутизмом, аби підтримати їх психологічно. Після деокупації міста — комплектувала й видавала продовольчі пайки, готувала гарячу їжу. 15 грудня 2022 року, роздаючи хліб місцевим, загинула від обстрілу. У жінки залишилися мама, чоловік і двоє дітей: 17-річна донька і 12-річний син[103][104][105].
- Сергій Зелінський (40 років) — волонтер та військовослужбовець, голова громадської організації учасників АТО Білозерського району. Свою волонтерську діяльність розпочав ще у 2014 році: плів сітки, збирав кошти, закуповував і передавав різні речі для військових. Сергій Зелінський був одним із засновників ветеранської піцерії «Sale e Pepe» в Херсоні. До роботи в піцерію залучали учасників АТО, допомагали їм соціалізуватися, реабілітуватися. Після повномасштабного вторгнення спочатку долучився до Руху опору Сил спеціальних операцій на окупованій Херсонщині, а влітку 2022 року став до лав 8-го окремого полку спеціального призначення ССО Збройних сил України. 4 червня 2023 року загинув, виконуючи бойове завдання на Харківщині[106][107][108].
- Руслан Анісенко (48 років) — волонтер БФ «Справжні», займався ліквідацією наслідків російських обстрілів: розбирав завали, закривав вибиті вікна. 5 грудня 2023 року загинув внаслідок російських обстрілів[109][110].
- Владислав Завтур (61 рік) — волонтер благодійного фонду «Маві Хіляль Україна». Протягом тривалого часу возив із Миколаєва до Херсона безкоштовно хліб та питну воду. Брав участь у програмі із забезпечення скрапленим газом жителів Антонівського старостинського округу. 14 серпня 2024 року, коли розливав безкоштовно воду херсонцям — отримав поранення під час дронової атаки, помер за кілька годин у лікарні[111][112].
- Римма Бараненко (41 рік) — волонтерка-активістка, координаторка Всеукраїнської організації «Активна Громада», одна з співзасновників Центру реінтеграції осіб, що потрапили у складні життєві обставини «Надія». Благодійністю займалась ще до початку повномасштабного вторгнення, зокрема опікувалась безпритульними людьми. Під час окупації та після звільнення обласного центру допомагала херсонцям й тваринам. Шукала благодійні фонди, які привозили в місто гуманітарну допомогу для тварин, роздавала тим, хто опікувався ними у прифронтовому Херсоні. Після Каховської катастрофи рятувала постраждалих тварин та допомагала людям. 1 грудня 2024 року загинула, коли російські військові атакували з БПЛА маршрутний автобус. Посмертно отримала зоозахисну премію від UAnimals[113][114][115][116].
- Андрій Іващук — волонтер-електромонтер Білозерської громади. 3 грудня 2024 року загинув внаслідок російського обстрілу під час ремонту електромереж після обстрілів[117][118].
- Павло Матвієць (23 роки) — волонтер громадської організації «Сильні, бо вільні». Допомагав із відновленням прифронтового міста, доставляв постраждалим від атак РФ херсонцям побутову техніку, продукти та гігієнічні набори. Разом із працівниками міської військової адміністрації розбирав завали та виносив будівельне сміття після обстрілів. 1 січня 2025 року загинув внаслідок російського обстрілу[119][120].
- Ірина Байраченко (42 роки) — волонтерка, допомагала ЗСУ, літнім людям та безприпульним тваринам. Також Ірина готувала військовим їжу, прала речі та сушила; пекла хліб та розносила лежачим людям, які не могли пересуватися. 13 січня 2025 року загинула через атаку російських військових[121][122].
- Олександр Івахненко (25 років) — волонтер, який розвозив гарячі обіди для людей, допомагав евакуйовувати жителів з червоної зони та усувати наслідки після російських атак. 19 березня 2025 року потрапив під удар армії РФ, коли допомагав закривати вікна після попередніх обстрілів[123][124].
- Олег Сальник (27 років) — волонтер БУР та БФ «Справжні», допомагав евакуювати людей з небезпечних зон, ліквідовував наслідки російських обстрілів у місті. 12 квітня 2025 року загинув внаслідок атаки дрона РФ[125][126].